# Boulevards dos Marechais
Os Boulevards dos Marechais (Boulevards des Maréchaux) são boulevards que circundam Paris, França, numa extensão de 33,7 quilômetros. Este nome coletivo decorre do fato de que na sua criação, todas essas bulevardes depois dos depois dos marechais do Primeiro Império Francês.

## Singularidades
Os boulevards dos marechais  em Paris são um conjunto de artérias que circundam a cidade perto de suas margens ultraperiféricas. A maioria levam o nome dos marechal do Primeiro Império (1804-1814), que serviram a Napoleão Bonaparte.
Apenas Étienne Eustache Bruix (1759-1805), um almirante francês, Jean Simon (1912-2003), um general distinto da Legião Estrangeira Francesa, e Martial Henri Valin (1898-1980), um general da Força Aérea, não foram marechais do Primeiro Império. No entanto, eles têm bulevares nomeados para eles que são partes do cinto.
Há sete marechais legítimos do período do Primeiro Império, que não foram imortalizados por ter seus nomes ligados ao bulevares que compõem o anel. A maioria destes homens foram aliviados da honra, Marechal do Império, por ter conflitos com Napoleão ou alterando os lados durante os períodos em que Napoleão estava no exílio, durante os Cem Dias, ou durante a Restauração Bourbon. Bernadotte deixou o serviço de Napoleão para se tornar o Rei eleito da Suécia, onde ele reinou como Carlos XIV João. Os marechais ausentes são:
- Pierre Augereau,
- Jean-Baptiste Jules Bernadotte,
- Emmanuel de Grouchy,
- Auguste de Marmont,
- Bon-Adrien Jeannot de Moncey,
- Nicolas Oudinot e
- Catherine-Dominique de Pérignon.

## História
Os Boulevards dos Marechais ocupam o local da antiga estrada militar (ou Rua Militar), que percorria o recinto militar de Thiers, construído em 1840. A extensão de Paris em 1860 anexando comunas vizinhas estendeu a capital especificamente para este muro, que com os seu largo glacis marcou uma ruptura profunda no tecido urbano. Em 1920, o desmantelamento do recinto criou uma série de boulevards que circundam a cidade, da mesma forma que a destruição do muro de Luís XIII tinha dado à luz, no final do século XVII, aos grandes boulevards da margem direita.
Foram criados em 1932, a seção do boulevard de l'Amiral-Bruix (um almirante da era napoleônica), em 1987, a do Boulevard du Général-Martial-Valin (um general da Força Aérea da França Livre) (anteriormente, parte do Boulevard Victor) e em 2005 a do Boulevard du General Jean-Simon (um outro oficial da França Livre, Companion de la Libération).

## Lista de boulevards
Abaixo está uma lista de boulevards de Paris em homenagem aos marechais da França. A lista começa na Porte de Vincennes e continua em ordem numérica crescente de arrondissements, a partir do 12º ao 20º, de fato, em torno de Paris, em sentido horário, a partir da posição das 3:00 horas. Também notadas são as conexões com o Metrô de Paris, o Réseau express régional (RER), a Linha 3 do Tramway de Paris, as portas de Paris, e as estradas principais que deixam a capital para comunas adjacentes.

## Geografia
Os boulevards dos Marechais formam uma faixa quase contínua, que fazem a volta em Paris. A duplicação do Boulevard péripherique na parte interna, a uma distância de 150 metros, em média, os boulevards dos Marechais não formam como ele mesmo uma via expressa, mas uma via comum. Eles têm, com poucas exceções (alguns subterrâneos desnivelados ligados às conversões), as interseções em nível e a velocidade é limitada a 50 km/h.
Os boulevards ligam diferentes portas de Paris e estão no sul, leste e norte da cidade, limitado, mas a uma distância de até cerca de 1,4 km em Ménilmontant pela ligne de Petite Centure, antiga linha ferroviária abandonada. O espaço entre os boulevards dos Marechais e o boulevard péripherique, recuperado sobre o antigo glacis do recinto de Thiers, forma uma faixa urbanisticamente diferente do resto da capital: há um grande número de de habitações coletivas de tipo Habitation à bon marché de tijolos vermelhos típicos, estabelecimentos educacionais, ginásios e estádios, e até mesmo alguns espaços verdes, bem como a Cité universitaire internationale.
Os boulevards são, naturalmente, avenidas da cidade e abertos ao tráfego de veículos. Eles não constituem uma via expressa ou uma rodovia de acesso limitado no modo do Boulevard Périphérique, o limite de velocidade nos boulevards é sempre de 50 km/h.
Há também corredores de ônibus separados das faixas normais de tráfego, e uma via de bicicletas no passeio tem sido instalado. A Linha 3A do Tramway da Île-de-France segue os boulevards dos marechais ao longo da borda sul da cidade, da Pont du Garigliano à Porte de Vincennes. A leste e nordeste, a Linha 3B do Tramway da Île-de-France vai da Porte de Vincennes à Porte de la Chapelle.

## Locais de interesse
Alguns locais próximos aos boulevards são:
- Bosque de Bolonha
- Bosque de Vincennes e a Foire du Trône
- Cité Internationale Universitaire de Paris
- Cidade da Ciência e da Indústria
- Heliporto de Paris - Issy-les-Moulineaux
- Hôpital européen Georges-Pompidou
- Hospital Pediátrico Robert Debré
- Museu Marmottan Monet
- Palais des Sports de Paris
- Parc André Citroën
- Parc de la Butte du Chapeau-Rouge
- Parc des Expositions de la Porte de Versailles

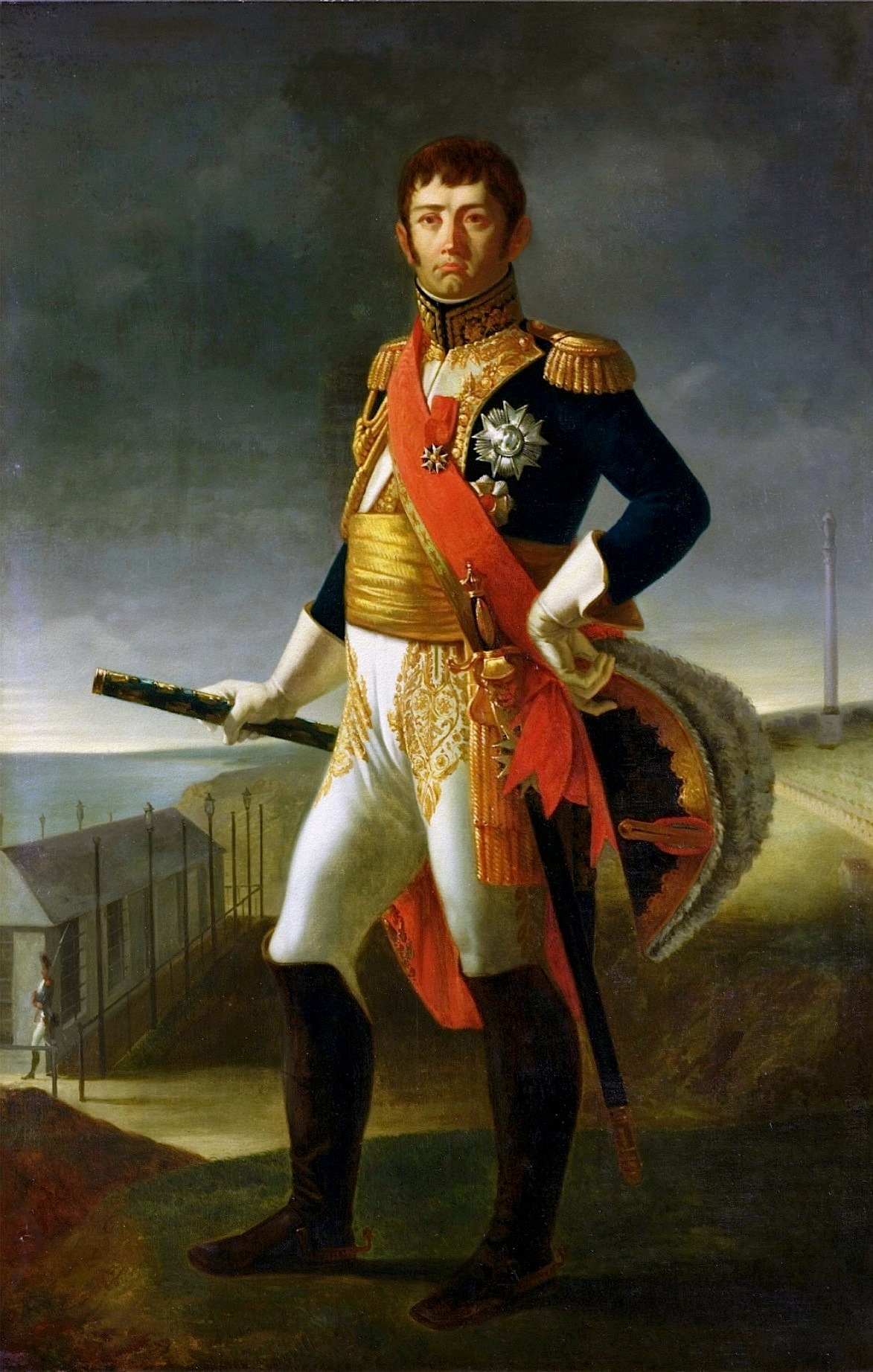
Marechal Soult, que mais tarde se tornou Primeiro Ministro da França

- Parc Georges Brassens
- Parc Kellermann
- Parc Montsouris
- Parc des Princes
- Stade Charléty